# Johann Friedrich Strauß
Johann Friedrich Strauß (* 8. Dezember 1823 in Kühdorf; † 24. Juni 1872  in Zoghaus) war ein deutscher Landwirt und Politiker.

## Leben
Strauß war der uneheliche Sohn des begüterten Einwohners Johann Georg Strauß in Nitschareuth und der Hanne Christiane Bergner aus Kühdorf. Er war evangelisch-lutherischer Konfession und heiratete am 5. Oktober 1843 in Naitschau Johanne Christiane Knoll (* 8. Oktober 1820 in Zoghaus; † 24. April 1909 ebenda), die Tochter des begüterten Einwohners Johann Michael Knoll in Zoghaus.
Strauß lebte als begüterter Einwohner in Zoghaus. Er war daneben Direktor des Landesbrandkassenvereins.
Vom 6. August 1867 bis zum 31. Dezember 1870 war er Abgeordneter im Greizer Landtag.